# Poręba Mała
Poręba Mała – osiedle miasta Nowy Sącz w południowej części miasta. Graniczy z sądeckimi osiedlami Zawada i Dąbrówka, gminą Nawojowa (Nawojowa, Żeleźnikowa), gminą Stary Sącz (Łazy Biegonickie). Leży na skraju Kotliny Sądeckiej na wysokości od 350 do 490 m n.p.m. (Majdan).
Ulice osiedla: Bohaterów Orła Białego, Bystrzycka, Górki Zawadzkie, Gorczańska, Jaworzyńska, Juranda, Mała Poręba, Majdan, Makowicka, Mizgałów (dawniej Uljanowska), Podbielowska, Ruchu Ludowego, Ruczaj, Sołecka, Stadnickich (d. Solarskiego), Zagranicznik.
Nazwa osiedla (dawniej wsi), oznacza: „miejsce wyrąbane, wykarczowane w lesie, w którym zakładano osadę”. W latach 20. XIX wieku, używano też nazwy Poręba Wyższa.
Urodził się tutaj Antoni Gucwiński.
Na osiedlu istnieje Szkoła Podstawowa nr 17 im. Kurierów Sądeckich, która w roku 2022 obchodziła swoje 120-lecie.

## Historia
Najstarsze zapiski mówiące o Porębie Małej sięgają roku 1431 i pochodzą z dwóch niezależnych od siebie źródeł. Pierwsze z nich pochodzi z Sanoka i nosi datę 14 kwietnia 1434. Jest to data, którą można przyjąć za początek istnienia wioski. Drugie źródło to zapiski w księgach parafialnych parafii Żeleźnikowa Wielka. Dziedzicem Poręby Małej był sędzia Ziemi Sądeckiej Mikołaj Omelto herbu Starykoń, który wcześniej kupił od Mikołaja z Czarnocin wsie: Nawojówkę i Zawadę. W roku 1462 włości Omettów, w wyniku spadku, zostają podzielone między braci (rycerzy) Mikołaja, Jana i Piotra. Temu ostatniemu przypada Poręba Mała wraz z połową Łabowej. Poręba Mała założona jako wieś rycerska należała do parafii Żeleźnikowa Wielka, która również powstała jako wieś rycerska przed 1320 r. Stan przynależności całej Poręby Małej do parafii Żeleźnikowa trwał do roku 1958, czyli 527 lat, kiedy to część wioski została przyłączona do Parafii Zawada. Na początku XIX wieku w źródłach historycznych znów spotykamy wzmiankę o Porębie, informuje ona o spisie ludności przeprowadzonym w 1799 r., który wykazał, że na jej terenie zamieszkiwali osadnicy niemieccy. W 1915 roku pojawiają się informacje o szkole. Pierwszym pełnym rokiem szkolnym, z którego zachowały się arkusze ocen, jest rok 1915/1916. W 1977 r. Poręba Mała została dzielnicą Nowego Sącza. 29 października 1995 r. została poświęcona kaplica pw. św. Jana Chrzciciela.